# Lepturini
Tribu
Les Lepturini sont une tribu d'insectes coléoptères cérambycidés appartenant à la sous-famille des Lepturinae.

## Morphologie
Les Lepturini sont souvent reconnaissables au premier regard à leur extraordinaire adaptation à la vie sur les fleurs.

Étroites et allongées, souvent pourvues de vives colorations aposématiques à bandes (ou taches) jaune-noir ou rouge-noir, la plupart des espèces sont aussi caractérisées par une tête allongée vers l'avant pour pouvoir  se nourrir du nectar.

L'élément diagnostique qui permet de les séparer des Rhagiini floricoles est la partie ventrale du prothorax, uniformément arrondie au lieu d'être anguleuse.

## Biologie
Les larves des Lepturini sont toutes xylophages sur conifères ou feuillus.

Les adultes sont tous diurnes et la plupart floricoles, sauf quelques espèces plus primitives du genre Stictoleptura, arboricoles.

## Systématique

### Principaux genres rencontrés en Europe
- Alosterna Mulsant, 1863
- Anastrangalia Casey, 1924
- Anoplodera Mulsant, 1839
- Cornumutila Letzner, 1843
- Leptura Linnaeus, 1758
- Judolia Mulsant, 1863
- Paracorymbia Miroshnikov, 1998
- Pseudovadonia Lobanov Danilevsky & Murzin 1981
- Rutpela Nakane et Ohbayashi, 1957
- Stenurella Villiers, 1974
- Stictoleptura Casey, 1924 = Brachyleptura Casey, 1913
- Strangalia Serville, 1835

### Liste des 110 genres
- Acanthoptura Fairmaire, 1894
- Alosterna Mulsant, 1863
- Analeptura Linsley & Chemsak, 1976
- Anastrangalia Casey, 1924
- Anoplodera Mulsant, 1839
- Asilaris Pascoe, 1866
- Batesiata Miroshnikov, 1998
- Bellamira LeConte, 1873
- Brachyleptura Casey, 1913
- Carlandrea Sama & Rapuzzi, 1999
- Cerrostrangalia Hovore & Chemsak, 2005
- Charisalia Casey, 1913
- Chloriolaus Bates, 1885
- Chontalia Bates, 1872
- Choriolaus Bates, 1885
- Corennys Bates, 1884
- Cornumutila Letzner, 1843
- Cribroleptura Vives, 2000
- Cyphonotida Casey, 1913
- Dokhtouroffia Ganglbauer, 1886
- Dorcasina Casey, 1913
- Elacomia Heller, 1916
- Ephies Pascoe, 1866
- Etorofus Matsushita, 1933
- Eurylemma Chemsak & Linsley, 1974
- Euryptera Lepeletier & Audinet-Serville in Latreille, 1828
- Eustrangalis Bates, 1884
- Formosopyrrhona Hayashi, 1957
- Fortuneleptura Villiers, 1979
- Gnathostrangalia Hayashi & Villiers, 1985
- Hayashiella Vives & N.Ohbayashi, 2001
- Idiopidonia Swaine & Hopping, 1928
- Idiostrangalia Nakane & Ohbayashi, 1957
- Japanostrangalia Nakane & Ohbayashi, 1957
- Judolia Mulsant, 1863
- Judolidia Plavilstshikov, 1936
- Kanekoa Matsushita & Tamanuki, 1942
- Kanoa Matsushita, 1933
- Katarinia Holzschuh, 1991
- Kirgizobia Danilevsky, 1992
- Leptalia LeConte, 1873
- Leptochoriolaus Chemsak & Linsley, 1976
- Leptostrangalia Nakane & Ohbayashi, 1959
- Leptura Linnaeus, 1758
- Lepturalia Reitter, 1913
- Lepturobosca Reitter, 1913
- Lepturopsis Linsley & Chemsak, 1976
- Lycidocerus Chemsak & Linsley, 1976
- Lycochoriolaus Linsley & Chemsak, 1976
- Lycomorphoides Linsley, 1970
- Lygistopteroides Linsley & Chemsak, 1971
- Macrochoriolaus Linsley, 1970
- Macroleptura Nakane et Ohbayashi, 1957
- Megachoriolaus Linsley, 1970
- Meloemorpha Chemsak & Linsley, 1976
- Metalloleptura Gressitt & Rondon, 1970
- Metastrangalis Hayashi, 1960
- Mimiptera Linsley, 1961
- Mimostrangalia Nakane & Ohbayashi, 1957
- Mordellistenomimus Chemsak & Linsley, 1976
- Munamizoa Matsushita & Tamanuki, 1940
- Nemognathomimus Chemsak & Linsley, 1976
- Neobellamira Swaine & Hopping, 1928
- Neoleptura Thomson, 1860
- Neopiciella Sama, 1988
- Nivellia Mulsant, 1863
- Nustera Villiers, 1974
- Ocalemia Pascoe, 1858
- Oedecnema Thomson, 1857
- Ohbayashia Hayashi, 1958
- Orthochoriolaus Linsley & Chemsak, 1976
- Ortholeptura Casey, 1913
- Pachytodes Pic, 1891
- Papuleptura Gressitt, 1959
- Paracorymbia Miroshnikov, 1998
- Paranaspia Matsushita & Tamanuki, 1940
- Parastrangalis Ganglbauer, 1889
- Pedostrangalia Sokolov, 1897
- Platerosida Linsley, 1970
- Pseudalosterna Plavilstshikov, 1934
- Pseudoparanaspia Hayashi, 1977
- Pseudophistomis Linsley & Chemsak, 1971
- Pseudostrangalia Swaine & Hopping, 1928
- Pseudotypocerus Linsley & Chemsak, 1971
- Pseudovadonia Lobanov, Danilevsky et Murzin, 1981
- Pygoleptura Linsley & Chemsak, 1976
- Pygostrangalia Hayashi, 1976
- Pyrocalymma Thomson, 1864
- Pyrotrichus LeConte, 1862
- ''Pyrrhona Bates, 1884
- Rapuzziana Danilevsky, 2006
- Robustoanoplodera
- Rutpela Nakane et Ohbayashi, 1957
- Stenelytrana Gistel, 1848
- Stenoleptura Gressitt, 1935
- Stenostrophia Casey, 1913
- Stenurella Villiers, 1974
- Stictoleptura Casey, 1924
- Strangalepta Casey, 1913
- Strangalia Audinet-Serville, 1835
- Strangalidium Giesbert, 1997
- Strangaliella Bates, 1884
- Strangalomorpha Solsky, 1873
- Strophiona Casey, 1913
- Trachysida Casey, 1913
- Trigonarthris Haldeman, 1847
- Trypogeus Lacordaire, 1869
- Typocerus LeConte, 1850
- Vadonia Mulsant, 1863
- Xestoleptura Casey, 1913

### Galerie d'espèces françaises

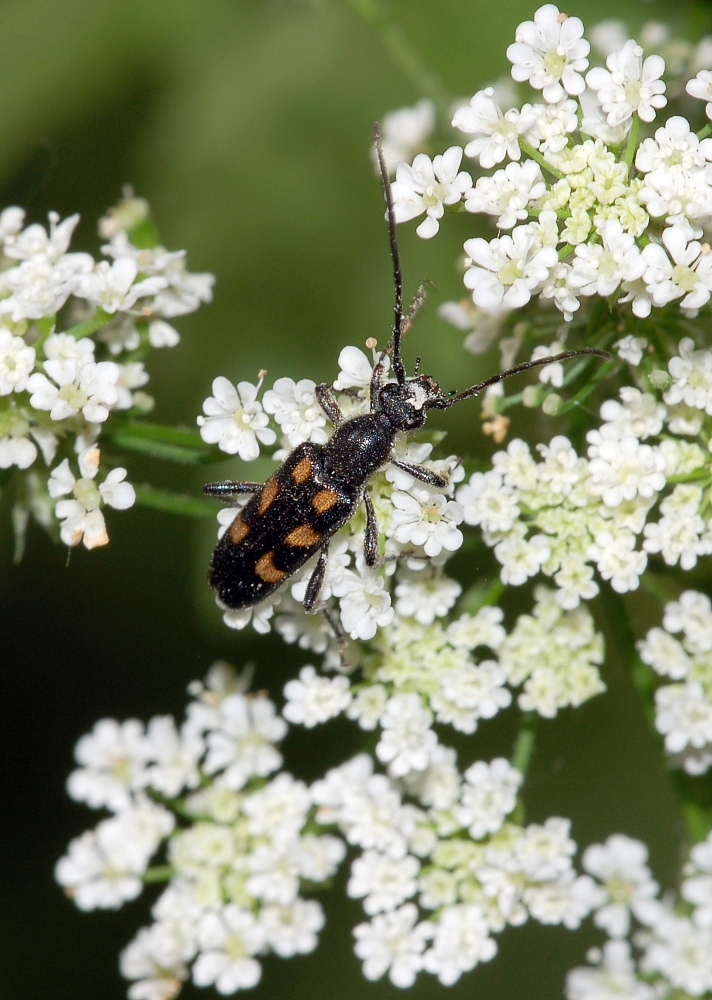
Anoplodera sexguttata (Fabricius, 1775)
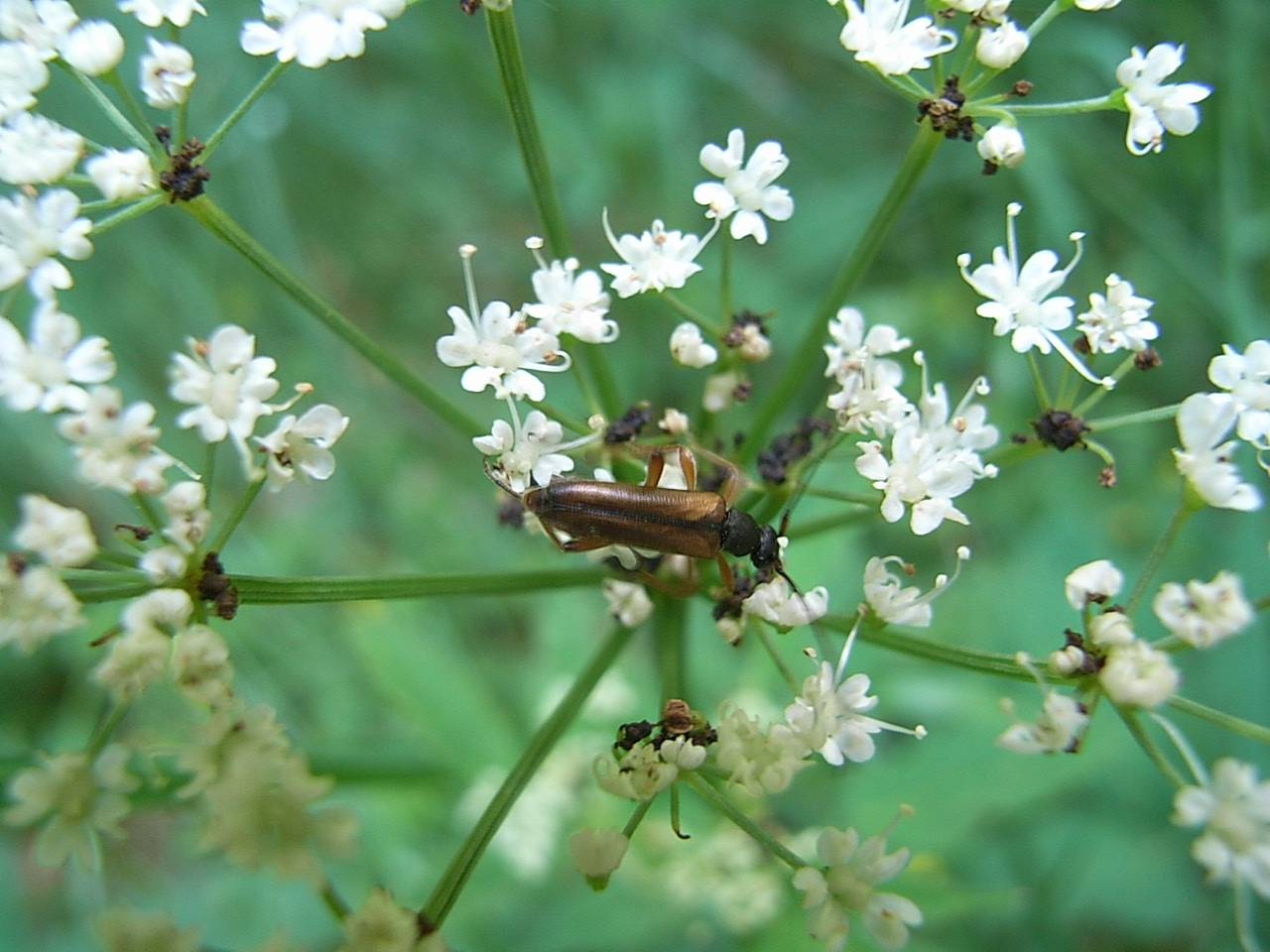
Alosterna tabacicolor (DeGeer, 1775)
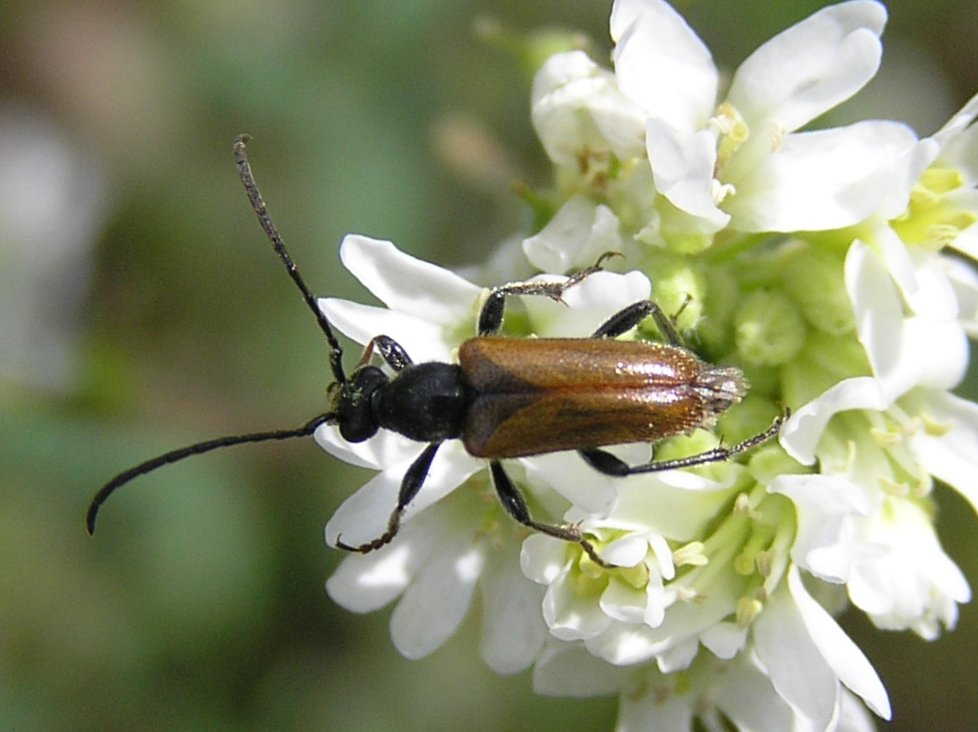
Pseudovadonia livida (Fabricius, 1776) ♂
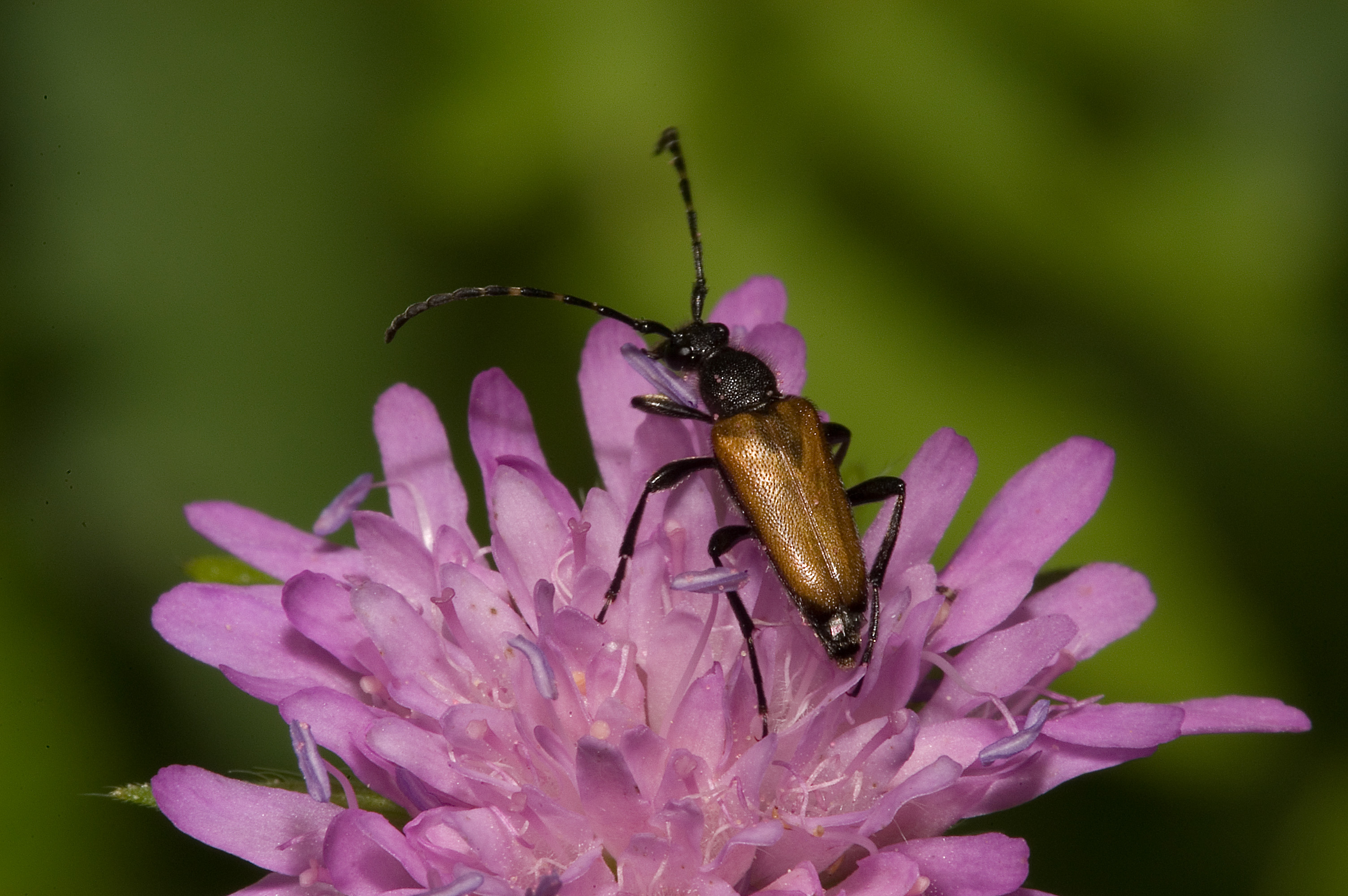
Paracorymbia maculicornis (DeGeer, 1775) ♂
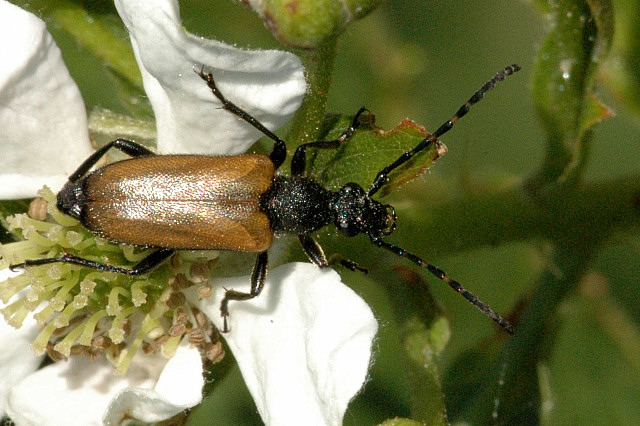
Paracorymbia maculicornis (DeGeer, 1775) ♀
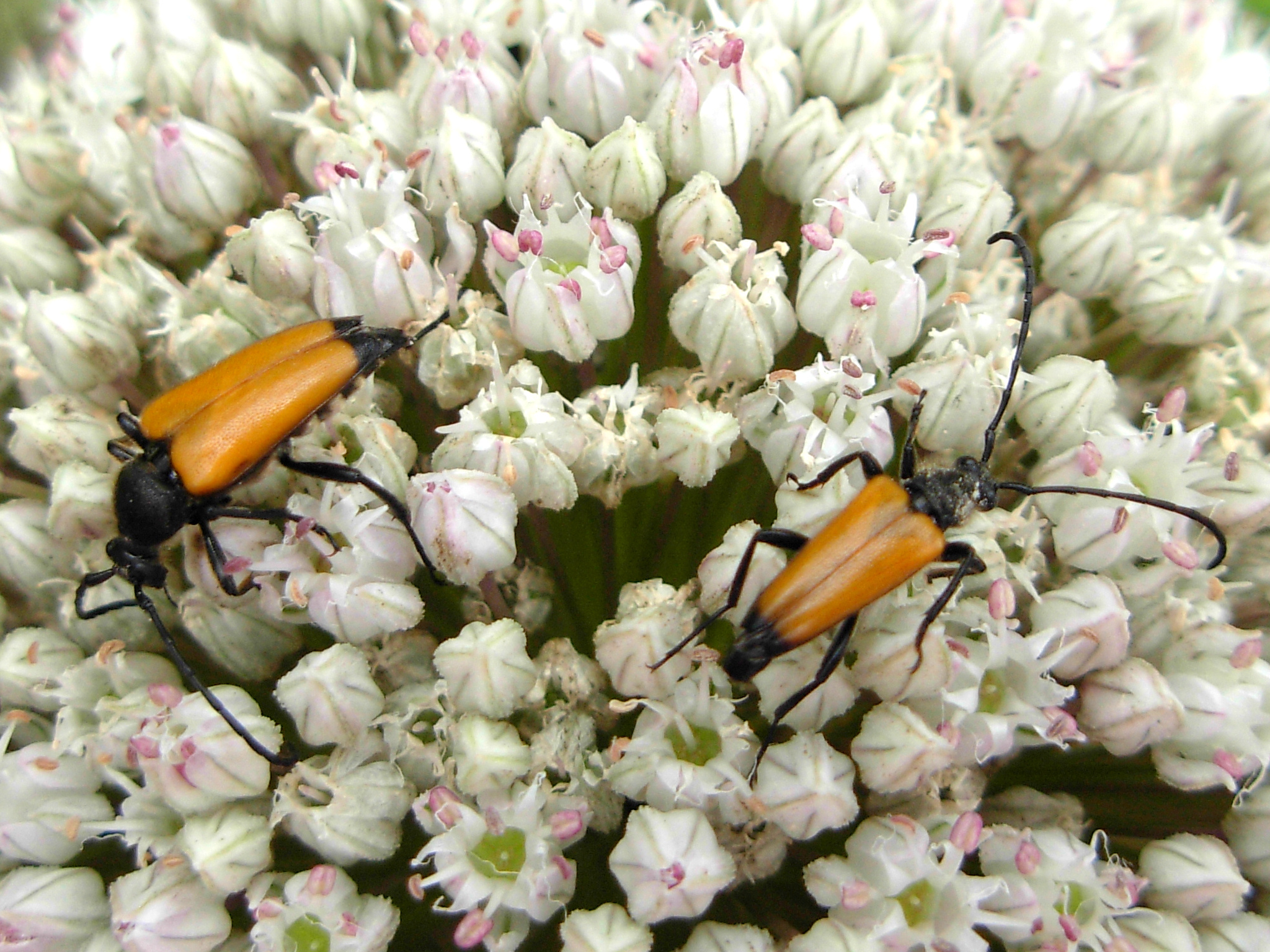
Paracorymbia fulva (DeGeer, 1775) couple
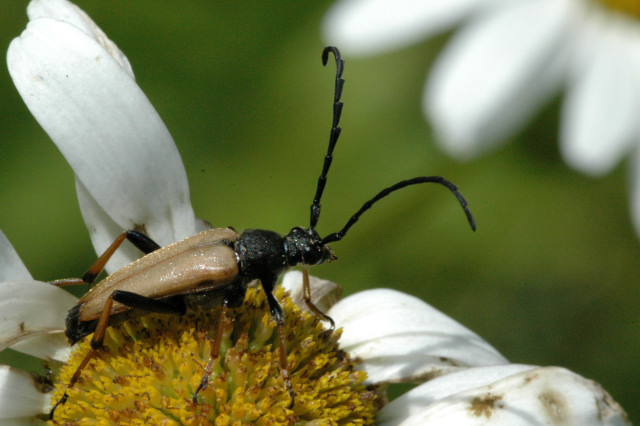
Stictoleptura rubra (Linné, 1758) ♂
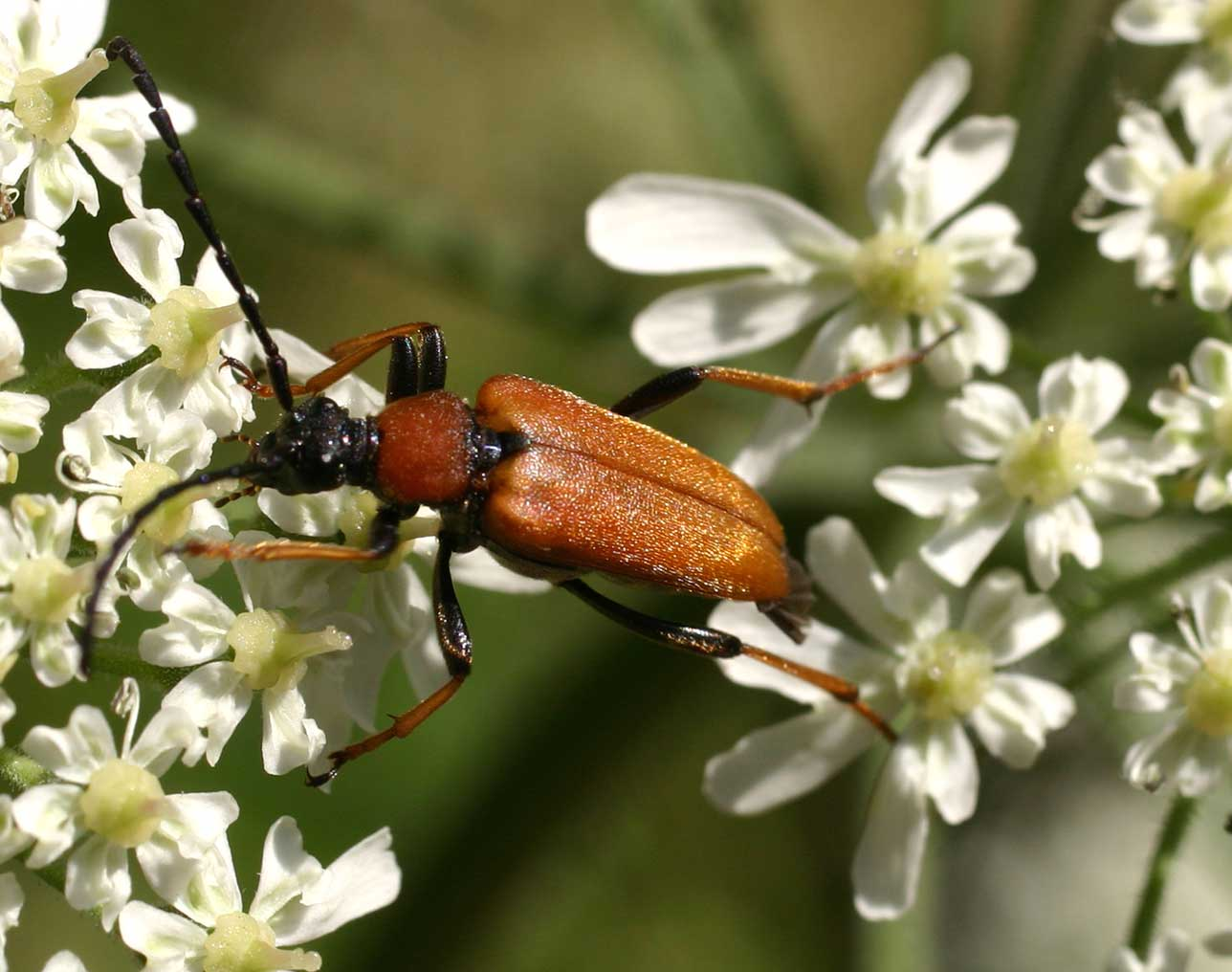
Stictoleptura rubra (Linné, 1758) ♀
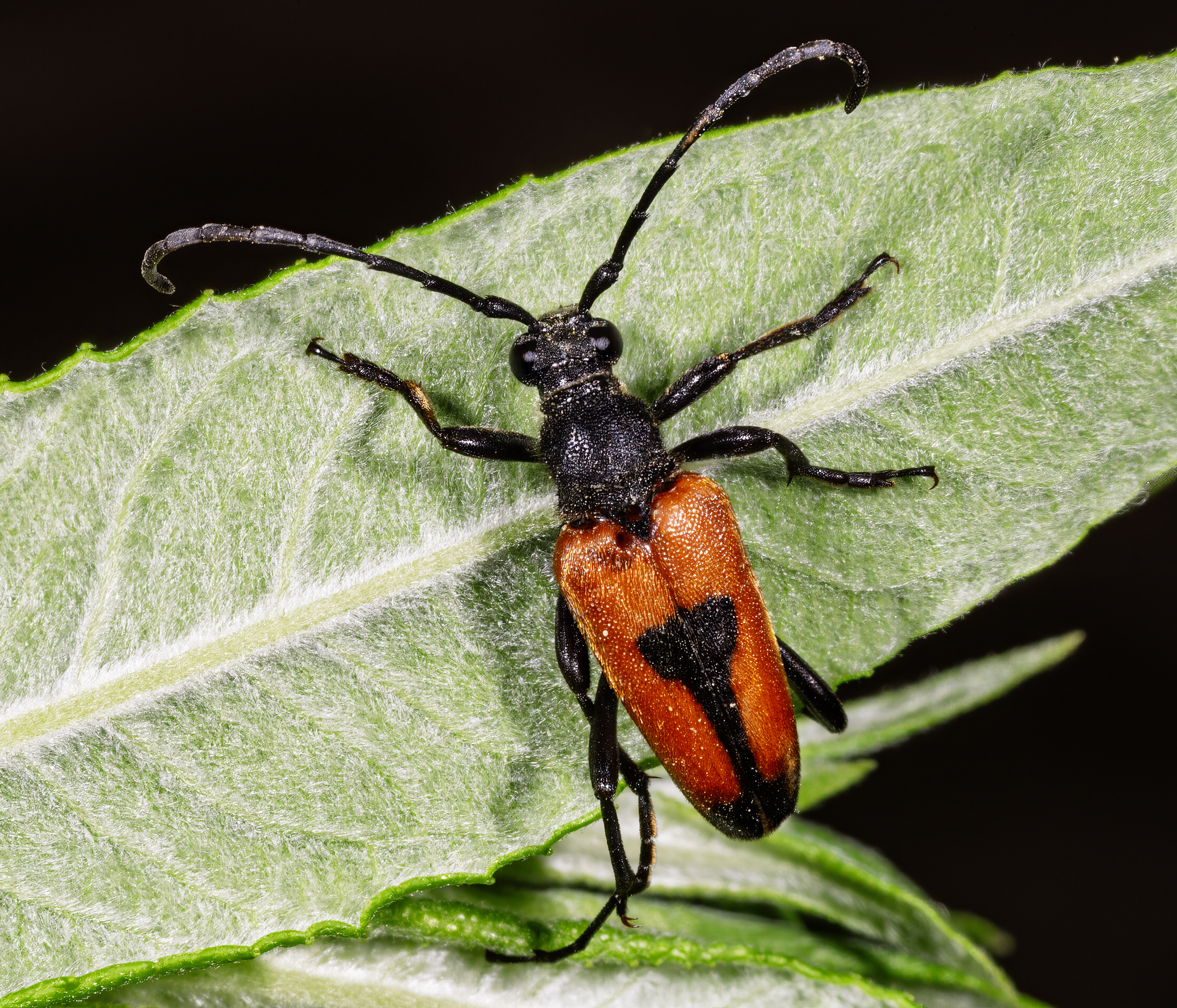
Stictoleptura cordigera (Fuesslins, 1775) ♂
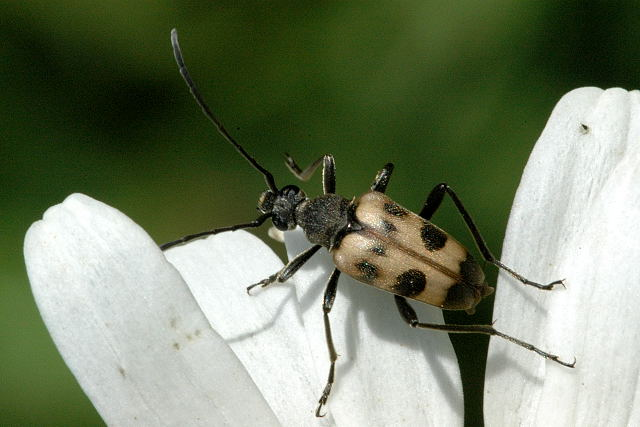
Judolia cerambyciformis (Schrank, 1781) ♂
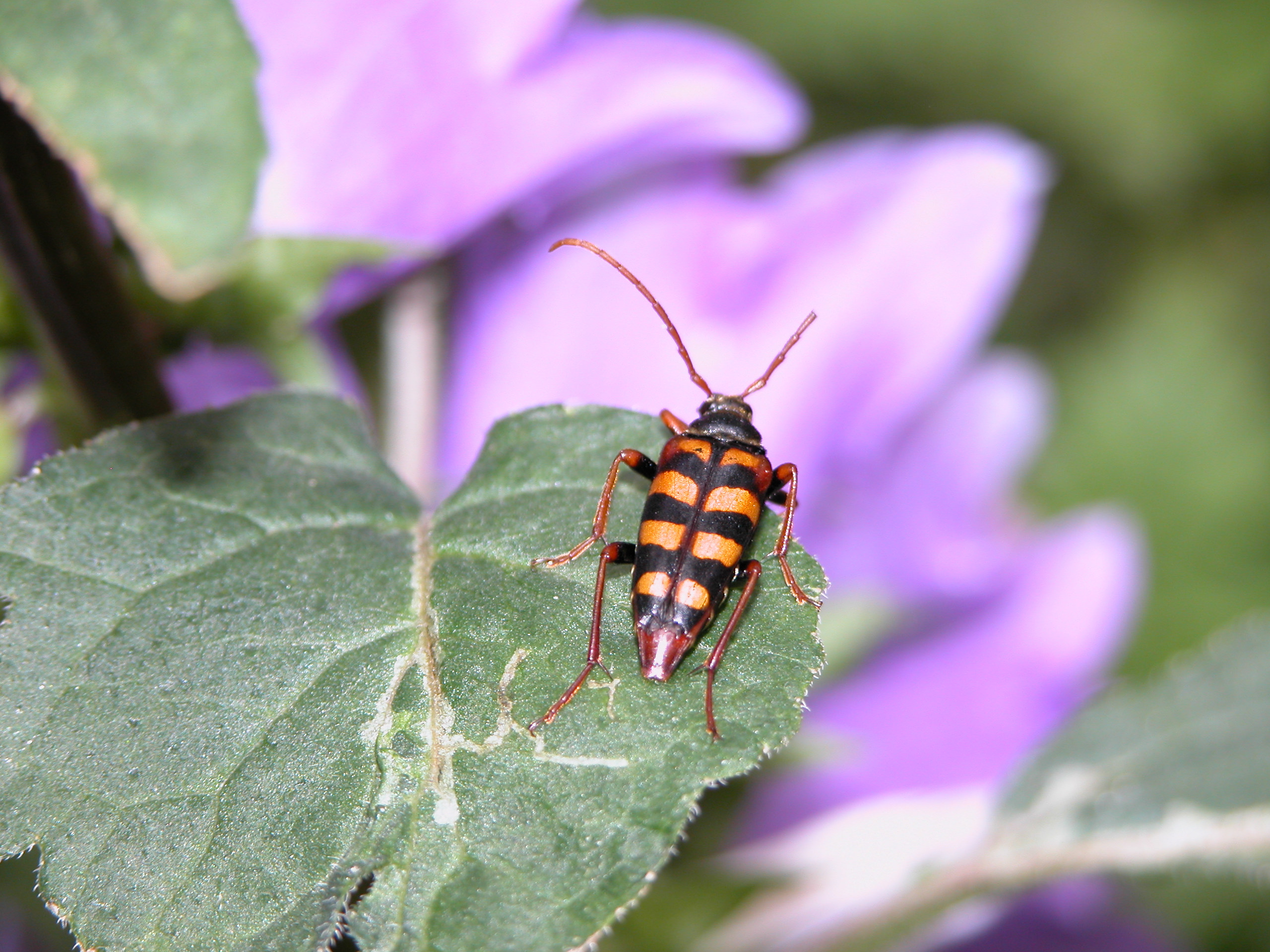
Leptura aurulenta Fabricius, 1792 ♀
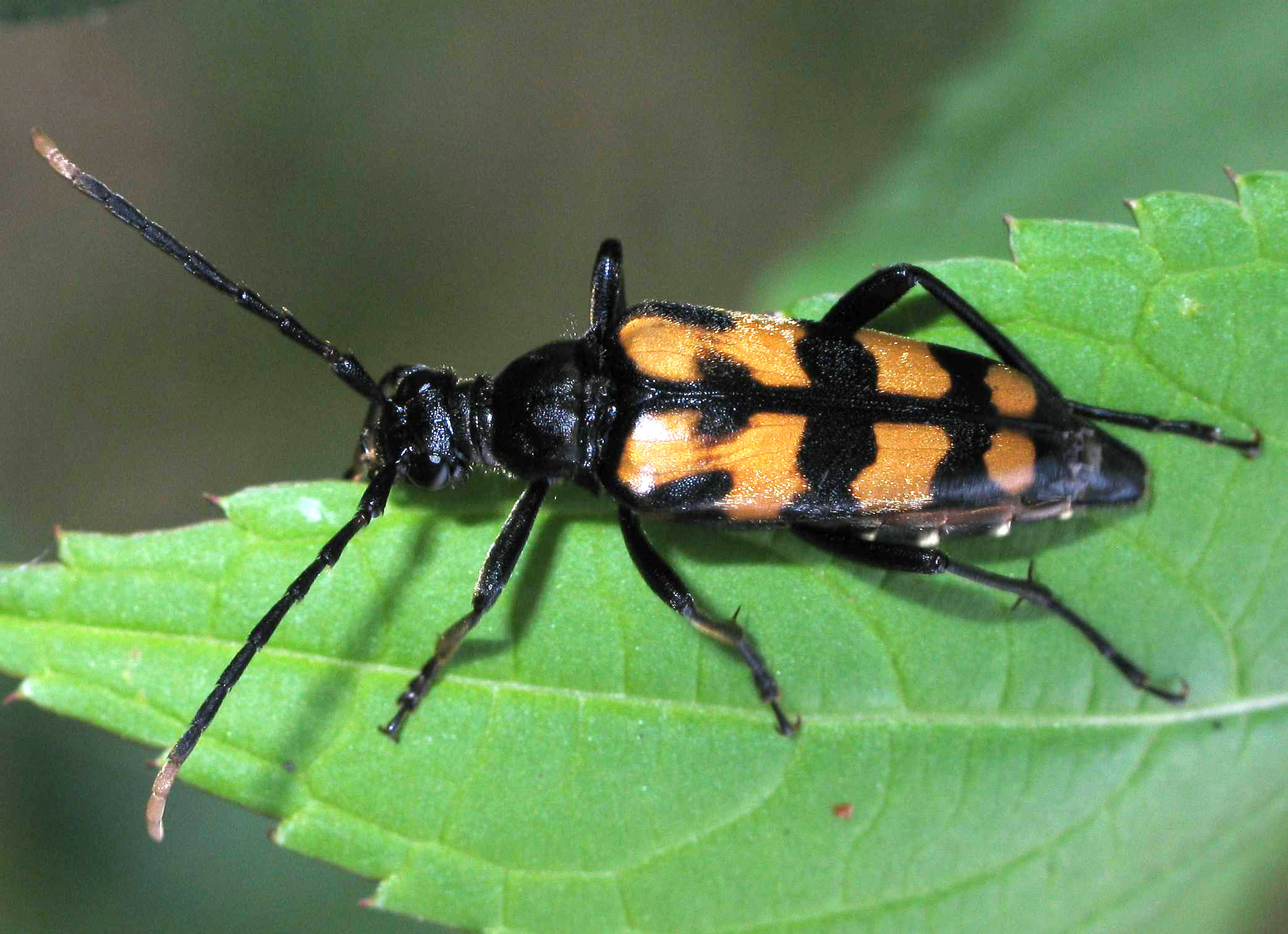
Leptura quadrifasciata Linné, 1758 ♀
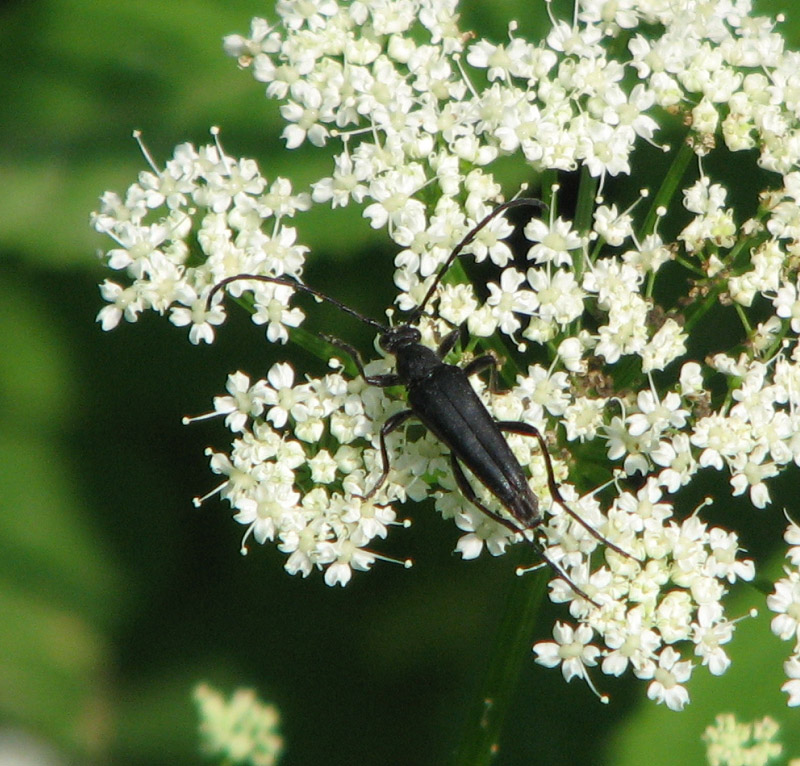
Leptura aethiops (Poda, 1761)
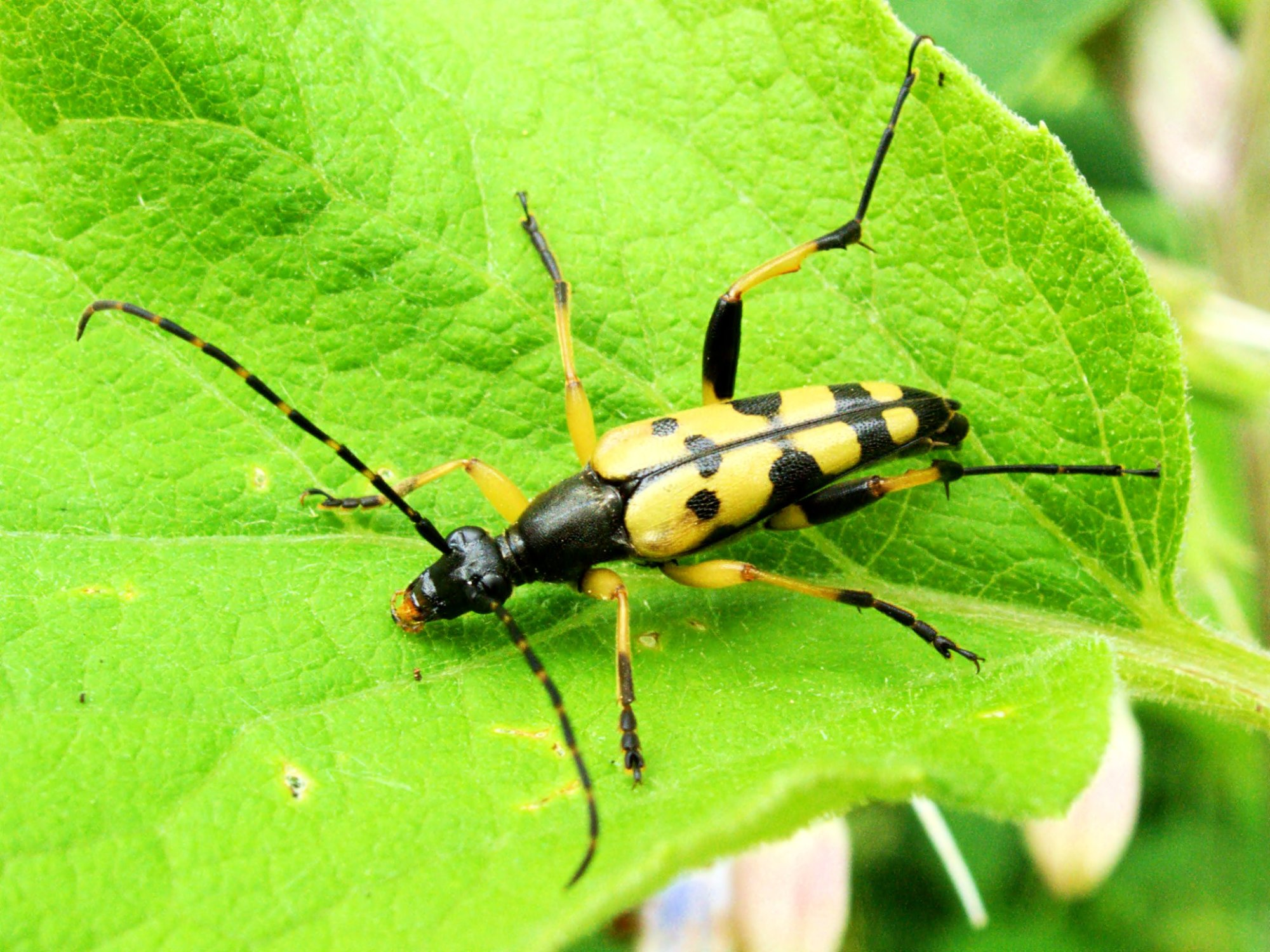
Rutpela maculata (Poda, 1761) ♂
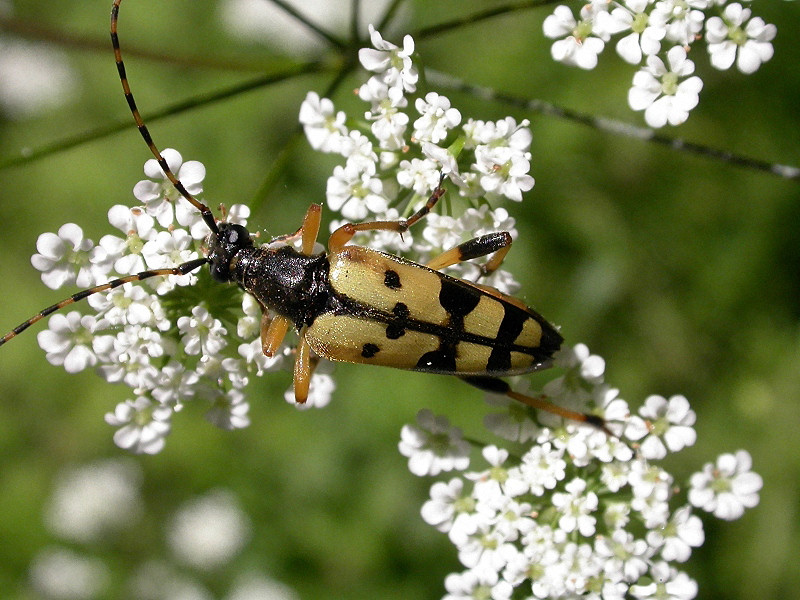
Rutpela maculata (Poda, 1761) ♀
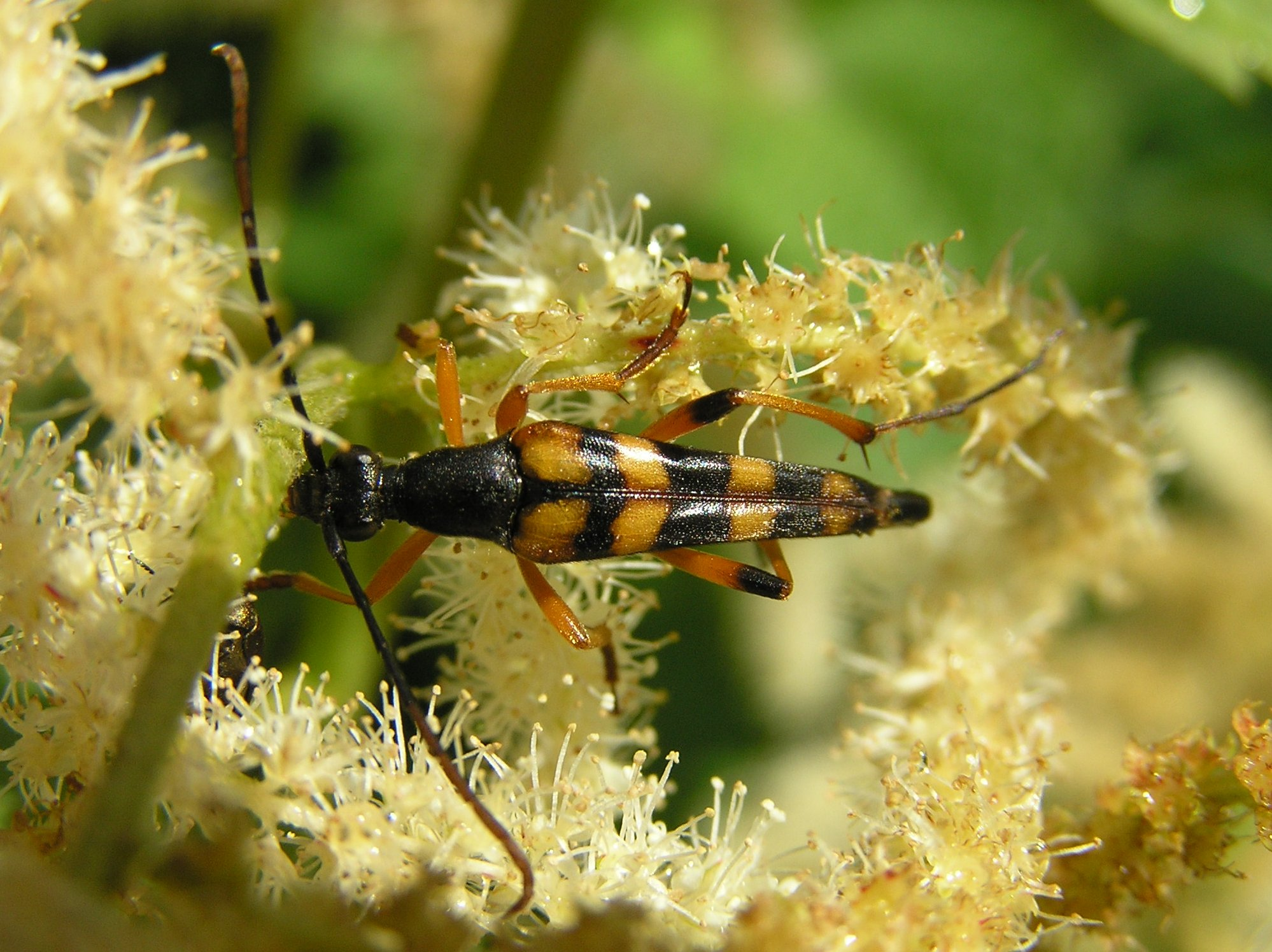
Strangalia attenuata (Linné, 1758) ♂
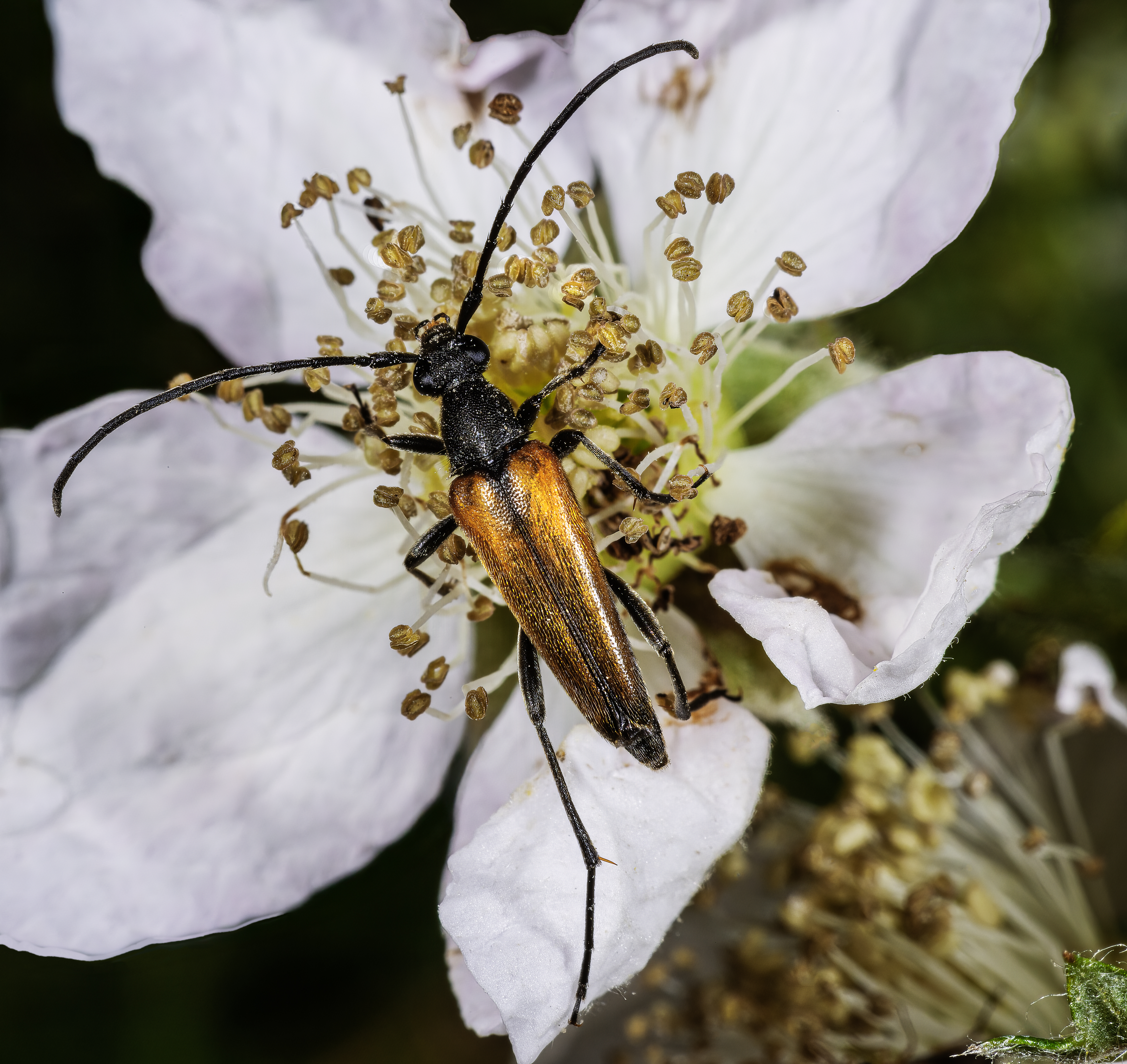
Stenurella melanura (Linné, 1758) ♂
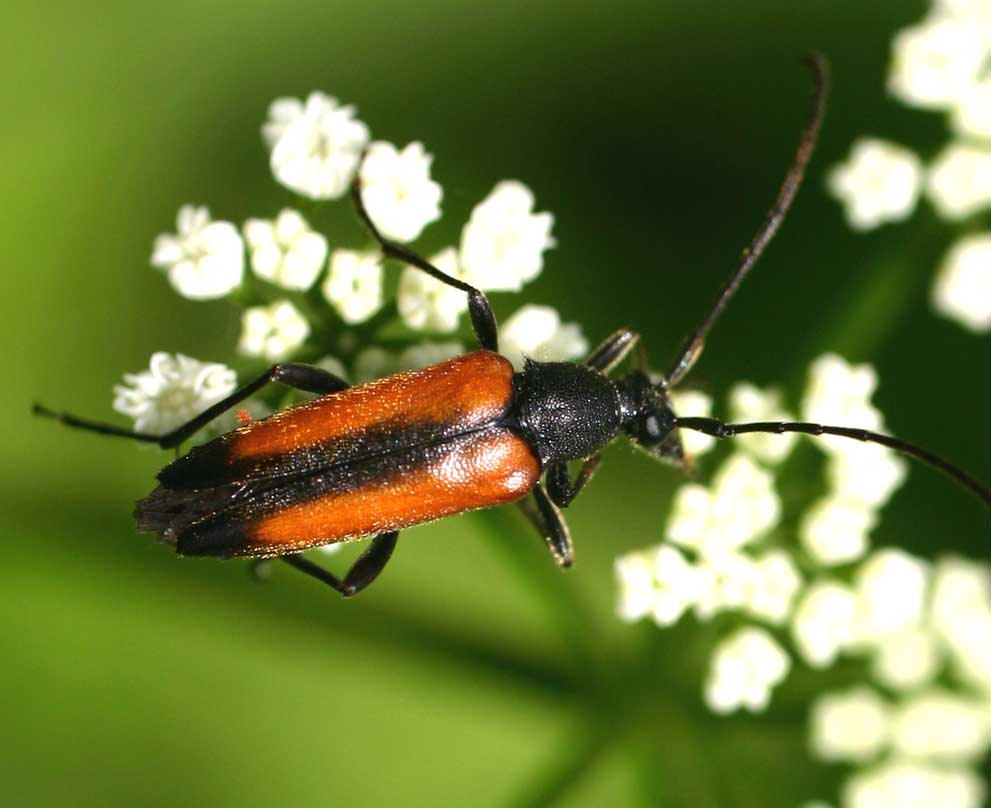
Stenurella melanura (Linné, 1758) ♀
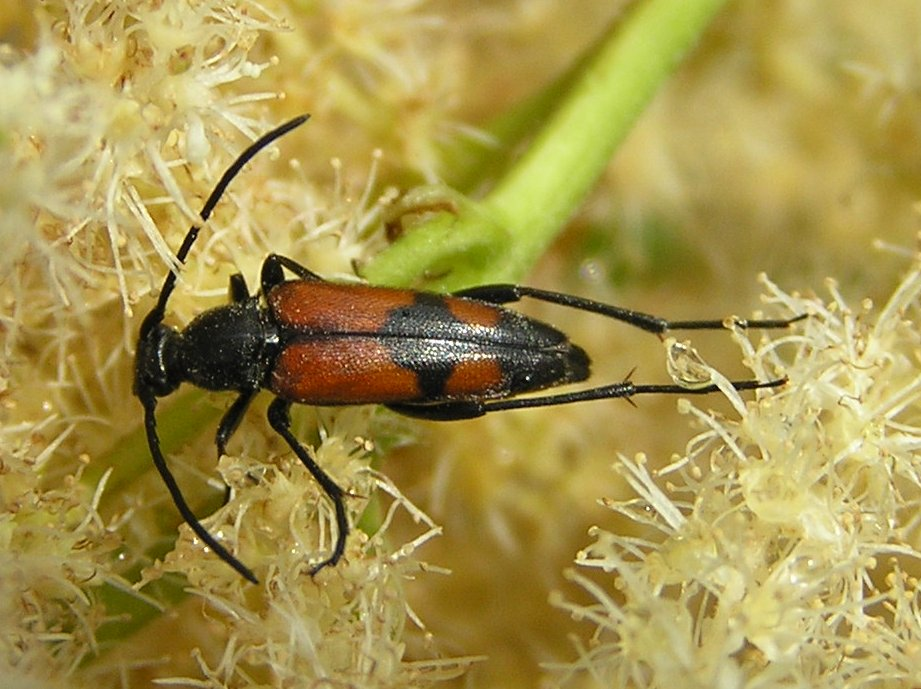
Stenurella bifasciata (Müller, 1776) ♀
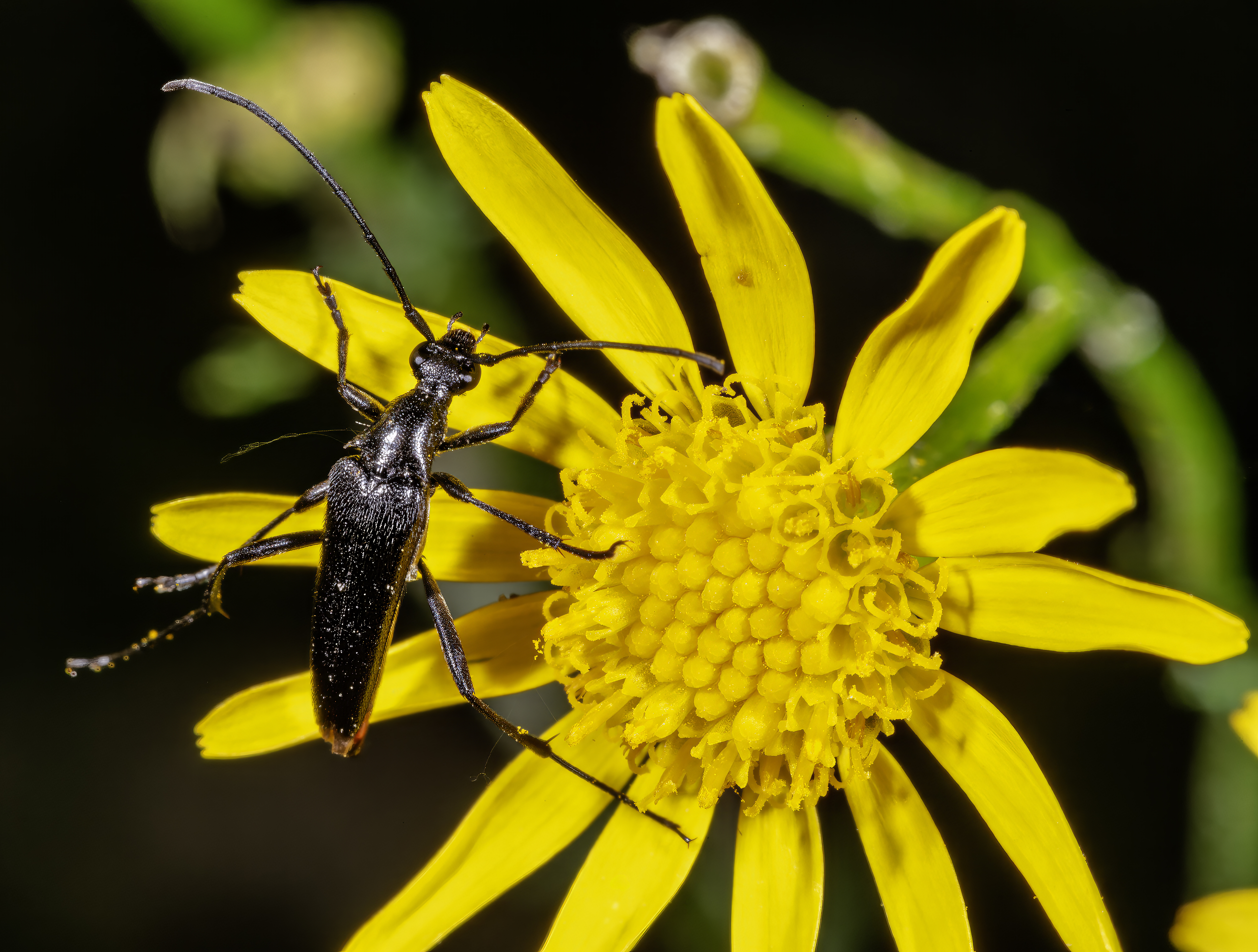
Rutpela (ex-Stenurella) nigra  ♂ (Linné, 1758)

### Tribus proches
- Dorcasomini
- Xylosteini
- Rhagiini
- Necydalini